# Carpochloroides mexicanus
Carpochloroides mexicanus är en insektsart som beskrevs av Ferris 1957. Carpochloroides mexicanus ingår i släktet Carpochloroides och familjen filtsköldlöss. Inga underarter finns listade i Catalogue of Life.